# James Hunter
James Hunter (Christchurch, 24 de agosto de 1992) es un deportista neozelandés que compitió en remo.
Ganó tres medallas en el Campeonato Mundial de Remo entre los años 2013 y 2017. Participó en los Juegos Olímpicos de Río de Janeiro 2016, ocupando el quinto lugar en la prueba de cuatro sin timonel ligero.

## Palmarés internacional
| Campeonato Mundial | Campeonato Mundial        | Campeonato Mundial | Campeonato Mundial        |
| Año                | Lugar                     | Medalla            | Prueba                    |
| ------------------ | ------------------------- | ------------------ | ------------------------- |
| 2013               | Chungju (Corea del Sur)   | Medalla de plata   | Cuatro sin timonel ligero |
| 2014               | Ámsterdam (Países Bajos)  | Medalla de plata   | Cuatro sin timonel ligero |
| 2017               | Sarasota (Estados Unidos) | Medalla de bronce  | Dos sin timonel           |